# Elecciones generales de la Guyana Británica de 1961
Elecciones generales se celebraron en la Guayana Británica el 21 de agosto de 1961. El resultado fue una victoria para el Partido Progresista del Pueblo, que ganó 20 de los 35 escaños.
Un total de 98 candidatos disputaron las elecciones. El PPP tuvo 29 candidatos, el Congreso Nacional del Pueblo 35 y la Fuerza Unida 34.
Aunque el PPP solo obtuvo un 1,6% más de votos que el nuevo Congreso Nacional del Pueblo, ganó casi el doble de escaños. Esto dio lugar a manifestaciones masivas dirigidas por el PNC, a una huelga general y a una severa violencia entre los grupos raciales del país. Después de unas semanas las autoridades británicas intervinieron enviando tropas y el gobernador colonial Richard Luyt declaró el estado de emergencia. Después de estos eventos, el sistema electoral del país fue cambiado a representación proporcional (hasta entonces los diputados eran electos en circunscripciones). Las primeras elecciones celebradas bajo el nuevo sistema tuvieron lugar en 1964.

## Resultados
| Partido                            | Votos   | %     | Escaños | +/–   |
| ---------------------------------- | ------- | ----- | ------- | ----- |
| Partido Progresista del Pueblo     | 93,085  | 42.63 | 20      | +11   |
| Congreso Nacional del Pueblo       | 89,501  | 40.99 | 11      | +7    |
| La Fuerza Unida                    | 35,771  | 16.38 | 4       | Nuevo |
| Votos nulos/en blanco              | 1,768   | –     | –       | –     |
| Total                              | 220,125 | 100   | 35      | +21   |
| Votantes registrados/participación | 246,120 | 89.44 | –       | –     |
| Fuente: GECOM                      |         |       |         |       |